# Petrus Maene
Petrus Maene (Sint-Andries, 11 januari 1796 - 20 december 1844) was burgemeester van de West-Vlaamse  gemeente Sint-Andries. 

## Levensloop
Petrus Jacob Maene trouwde in 1791 met Isabelle Claeyssens (†1845). Ze hadden zes kinderen: Pieter (°1796), Franciscus (°1798), Ambrosius (°1801), Philippe (°1803), Jeanne (°1807) en Romain (°1809).
Bekend is dat hij vanaf ten laatste 1814 adjunct was van de burgemeester (adjoint au maire) in Sint-Andries, Eugène de Peellaert. In december 1816 werd landbouwer Maene zelf burgemeester van deze gemeente, die toen minder dan duizend inwoners telde. Hij was de eerste geboren Sint-Andriesenaar die burgemeester werd. Hij was er geboren in het kroostrijke gezin van Philippe Maene en Anne-Marie Meyers.
Hij vervulde dit ambt tot in 1830. In november van dat jaar werd hij opgevolgd door burggraaf Edouard de Nieulant. Het lijkt erop dat zijn vervanging een gevolg was van de Belgische Revolutie. De gemeente telde toen ongeveer veertienhonderd inwoners.